# 중화인민공화국-포르투갈 공동선언
중화인민공화국-포르투갈 공동선언(중국어: 中葡聯合聲明, 포르투갈어: Declaração Conjunta Sino-Portuguesa) 또는 마카오 문제에 관한 공동선언(영어: Joint Declaration on the Question of Macau)은 1987년 3월 26일 중화인민공화국과 포르투갈이 마카오에 관해 체결한 조약으로, 이후 1987년 4월 13일 베이징에서 중화인민공화국 국무원 총리 자오쯔양과 포르투갈의 총리 아니발 카바쿠 실바가 서명했다. 정식 명칭은 중화인민공화국 정부와 포르투갈 공화국 정부 간의 마카오 문제에 대한 공동선언(중국어: 中華人民共和國政府和葡萄牙共和國政府關於澳門問題的聯合聲明, 포르투갈어: Declaração Conjunta Sino-Portuguesa sobre a Questão de Macau)이다. 1988년 1월 15일 중화인민공화국과 포르투갈 양국 정부는 서로 비준서를 교환하였고, 이 때 양국 정부에서 공동선언이 발효되었다. 이 합의를 통해 포르투갈은 중화인민공화국에 마카오를 반환할 것을 약속했다. 또한 이 조약은 마카오 반환 이후 마카오의 지위 및 행정에 대한 마카오 특별행정구 기본법 비준에 있어서 중요한 역할을 했다.

## 배경
17세기까지 포르투갈은 여러 중국 정부로부터 양보를 얻어 마카오에 식민지 지배를 확립했다. 1887년 청나라와 포르투갈은 중국-포르투갈 회의록 초안과 중국-포르투갈 우호통상조약을 체결하였고, 이를 통해 마카오의 영구 점령권과 통치권을 포르투갈에 양도하였다. 1974년 카네이션 혁명으로 포르투갈에서 식민주의를 종식시키려는 민주 정권이 들어섰고, 같은 해 중국과 포르투갈은 양자 회담을 개최해 마카오의 지위를 포르투갈 행정부 하의 중국 영토로 규정했다.

## 같이 보기
- 중국-포르투갈 우호통상조약
- 마카오 반환
- 포르투갈령 마카오